# Figuren in der Ilias
Dieser Artikel beschreibt die Figuren in der Ilias, einem der ältesten Werke der griechischen und europäischen Literatur.

## Menschen

### Achaier
In Homers Epen steht die Bezeichnung Achaier, neben Danaer und Argiver, allgemein für die Griechen, die gegen Troja kämpften.
Achilleus

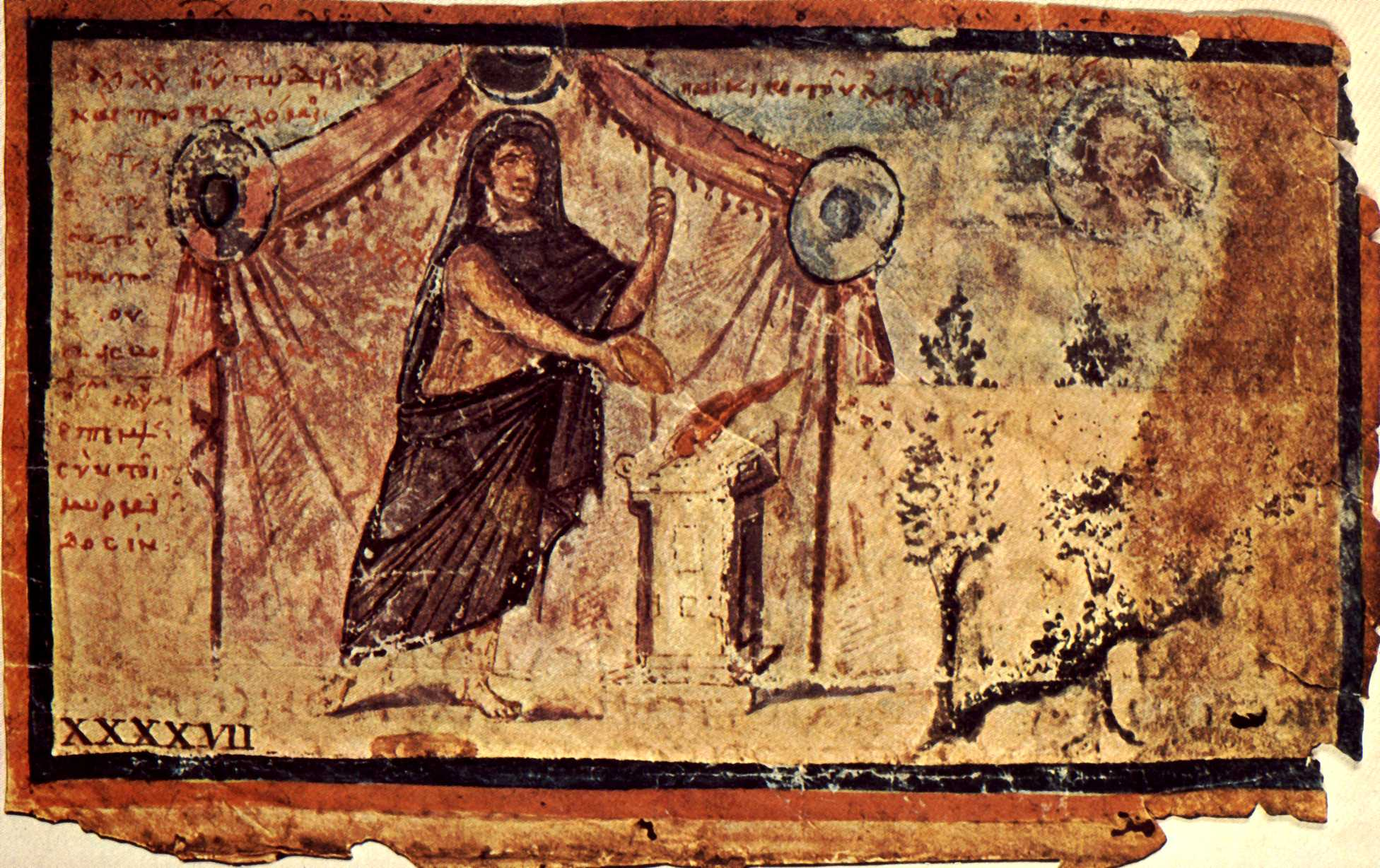
Achilleus opfert Zeus auf diesem Bild in der Ilias Ambrosiana, die um 500 in Konstantinopel entstand; heute in der Biblioteca Ambrosiana in Mailand.

Achilleus ist der stärkste griechische Kämpfer. Mit dem Ablehnen des Versöhnungsangebotes durch die von Agamemnon geschickte Gesandtschaft im neunten Buch der Ilias zieht sich Achilleus das Unverständnis seiner griechischen Gefährten zu und isoliert sich von ihnen. Dieser Konflikt wird erst im neunzehnten Buch beigelegt. In Schlachten zeigt sich der beste griechische Kämpfer eher grausam als zum Beispiel Aias und Hektor. Sonst hat er eher einen milden Charakter. Sein Tod wird ihm zwar verkündet, dass er aber an der Achillesferse getötet werden soll, wird nicht erwähnt. Generell akzeptiert er Agamemnons Führungsanspruch, da er ihm ermöglicht, Beute zu machen. Der Urenkel des Zeus, Enkel des Aiakos und Sohn von Thetis und Peleus führt ein Kontingent von 50 Schiffen und die Myrmidonen als Kämpfer aus Phthia nach Troja. Achilleus’ Sohn Neoptolemos tritt in der Ilias nicht aktiv auf und wird nur erwähnt. Nach Nestor spricht Achilleus am häufigsten und ausschweifendsten.
Agamemnon
Agamemnon ist der Anführer der Griechen, er vertreibt den Apollonpriester Chryes aus der Gemeinschaft. Daraus entwickelt sich ein Konflikt mit Achilleus und mit dem Volk, welcher sich erst im neunzehnten Buch löst. Obwohl er der mächtigste König ist, ist es ihm nicht gestattet, über die anderen Fürsten zu gebieten, da diese ihm freiwillig folgten  – er muss sie sich sogar gewogen halten. Dabei ist er häufig verunsichert. Der Herrscher über das Gebiet um Argos und Mykene führt das größte und beste Kontingent mit 100 Schiffen nach Ilios. In der Ilias ist Agamemnon Enkel des Pelops, Sohn des Atreus, Neffe des Thyestes, Ehemann von Klytaimnestra und Vater von Orestes, Chrysothemis, Laodike und Iphianassa. Elektra und Iphigenie, die bei Euripides im gleichen Wortlaut als Agamemnons Töchter erwähnt werden, werden in der Ilias nicht genannt – ob ein sprachlicher Zusammenhang zwischen Iphianassa und Iphigenie besteht, ist ungeklärt. Ob dem Iliasdichter die Opferung der Iphigenie in Aulis vor der Fahrt nach Ilios bekannt war, ist dabei umstritten  – der Kypriendichter und Sophokles sehen.
Der große Aias

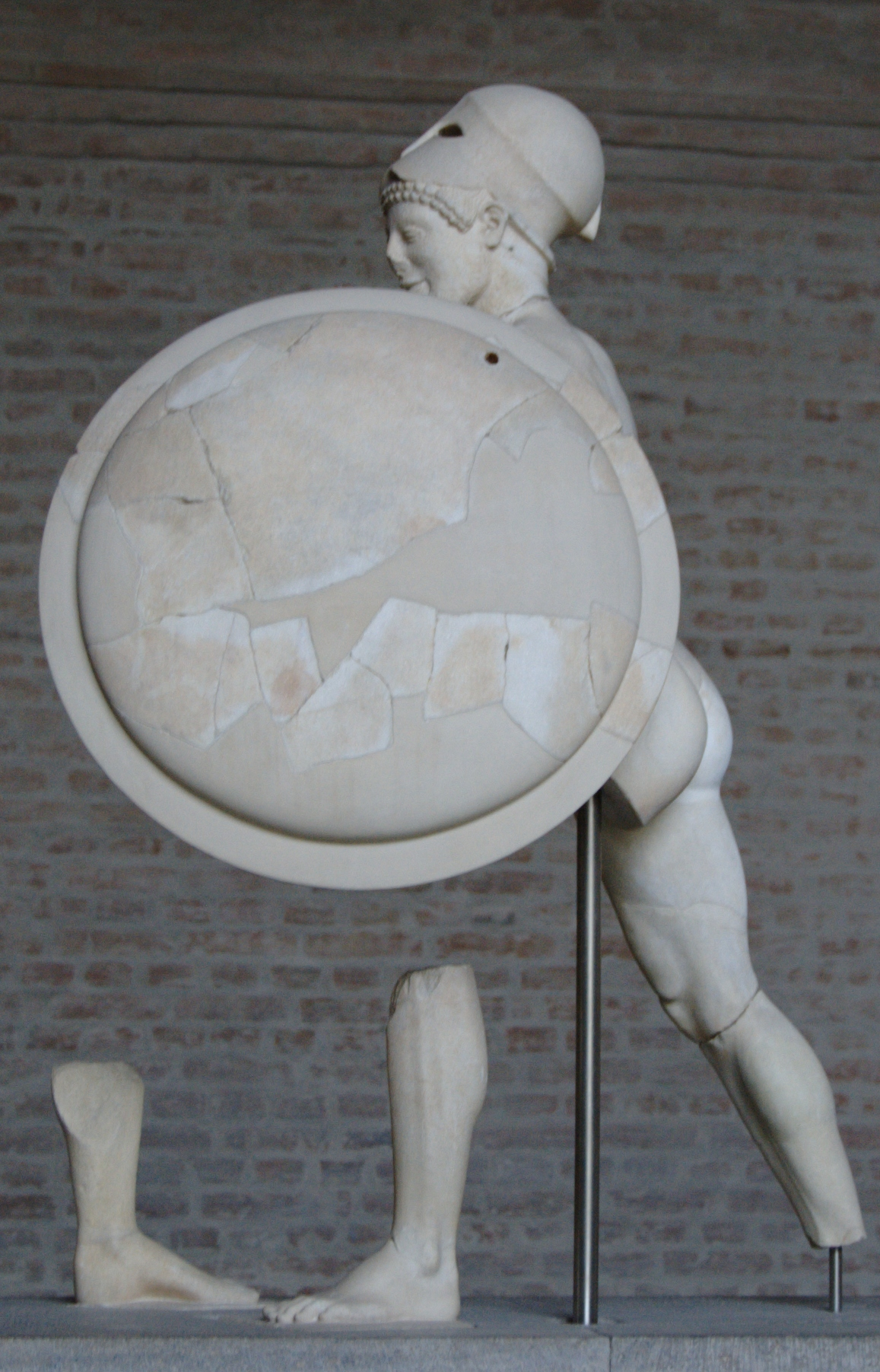
Diese Skulptur des großen Aias vom Aphaiatempel auf Ägina, die zwischen 505 und 500 v.u.Z entstand, befindet sich in der Glyptothek in München.

Aias der Telamonier, auch „Aias der Große“, ist ein großer Held der Griechen. Schwierig war es für den Autor der Ilias, den zweitstärksten Mann der Achaier sich zwar präsentieren, dennoch aber die Troer bis zu den Schiffen gelangen zu lassen. Diese verteidigt er in einer Art Aristie. Der Sohn des Telamon führt zwölf Schiffe aus Salamis nach Ilios. In späteren Texten ist Telamon ein Sohn des Aiakos, und damit der große Aias Vetter von Achilleus.
Der kleine Aias

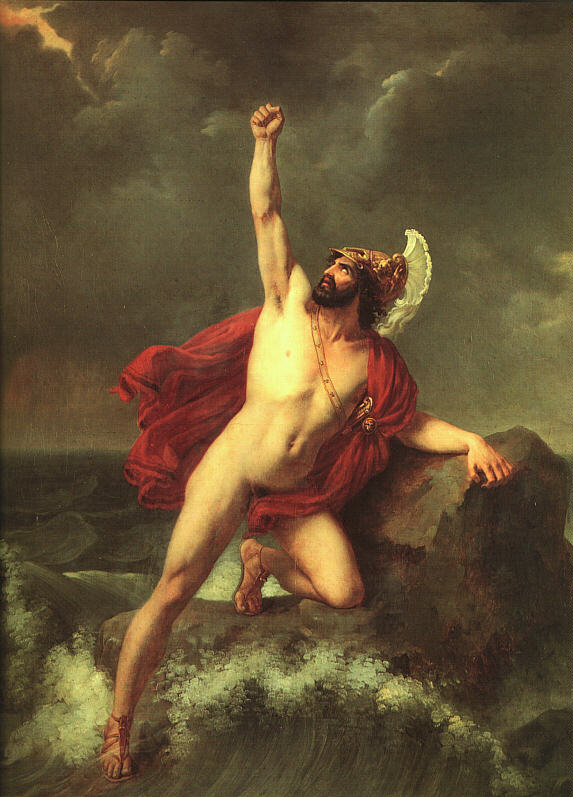
Ölbildnis des kleinen Aias von Henri Serrur aus dem Jahre 1820, welches sich im Musée des Beaux-Arts in Lille befindet.

Aias der Lokrer, auch „Aias der Kleine“, ist der Sohn des Oïleus und der Eriopis ist zwar ein schneller, aber kein großer und starker Kämpfer. So tritt der Führer der Lokrer und Anführer von 40 Schiffen hinter seinem Namensvetter zurück.
Diomedes
Diomedes ist der jüngste der Könige, aber so stark, dass er von den Troern noch mehr als Achilleus gefürchtet wird und sogar fast Aias, den stärksten Achaier nach Achilleus, im Wettkampf besiegen kann, bevor der Kampf beendet wird, um Aias’ Leben zu retten. Auch einige Taten des Tydeussohnes sind wohl nachträglich ergänzt worden. Sein aitolischer Großvater Oineus ist dem lykischen Großvater von Glaukos, Bellerophontes, durch Gastfreundschaft verbunden. Sein anderer Großvater ist Adrestos, dessen eine Tochter Diomedes’ Mutter ist und dessen andere Tochter Aigiale – seine Tante also – er sich zur Frau genommen hat. Diomedes brachte mit seinem Wagenlenker Sthenelos aus den Regionen um Argos und Tiryns 80 Schiffe nach Ilios.
Idomeneus
Idomeneus stammt von Zeus ab – er ist Enkel des Minos und Sohn des Deukalion. Als König von Kreta führt er mit dem Gefährten Meriones 80 Schiffe nach Ilios.
Kalchas
Kalchas ist ein Sohn des Thestor, er tritt in der Ilias nur als Seher und Vogeldeuter auf.
Machaon
Machaon ist zwar vorwiegend Arzt wie sein Vater Asklepios – er heilt Menelaos’ Wunden  –, tritt allerdings auch in einer Schlacht als Kämpfer auf und wird schließlich sogar selbst verwundet, woraufhin sich Achilleus über einen Botengang durch Patroklos nach dessen Gesundheitszustand erkundigt.
Menelaos
Menelaos, der Herrscher Lakedaimons, ist Agamemnons Bruder und Helenas Ehemann. Dass seine Frau von Paris entführt wurde, ist die Ursache für den Trojanischen Krieg und den kurzen Ausschnitt in der Ilias. Er befehligt 60 Schiffe, ist aber kein überragende Kämpfer, sodass sein Bruder aus Furcht vor einer Niederlage gegen Hektor ihn an einem Zweikampf mit diesem hindert. Dafür kann er sich bei der Verteidigung von Patroklos’ Leichnam hervortun.
Meriones
Der Sohn des Molos und Gefährte des Idomeneus tritt gerne im Vordergrund und neben den großen Helden auf.
Nestor
Nestor ist ein kluger Greis. Das mythische Zeitalter der Heroen ist von der Zeit der Ilias nicht weit entfernt: Nestor, der drei Generationen erlebte und damit ältester Kämpfer vor Ilios ist, kämpfte noch mit Herakles, der seine Brüder getötet hatte. Er sieht sich selbst als besten Redner an und gibt deswegen häufig Ratschläge. In seiner Jugend waren die Männer stärker als in der erzählten Zeit der Ilias. Doch auch der Verfasser der Ilias beschreibt eine Degeneration seiner Zeit in Bezug auf die iliadische Zeit. Der Herrscher von Pylos und Sohn des Neleus führt 90 Schiffe nach Ilios, zu deren Besatzung zwei seiner Söhne, der jüngste und schnellste der Achaier, Antilochos, und Thrasymedes, gehören, die an den Kämpfen vor Ilios teilnehmen.
Nireus
Nireus, König von Syme, ist nach Achill der Zweitschönste im Griechenheer, aber ein schwacher Kämpfer.
Odysseus
Odysseus ist ein durch seine Klugheit gezeichneter Ratgeber. Er kam mit zwölf Schiffen mit den Kephallenen aus Ithaka und Umgebung nach Ilios. Der Sohn des Laërtes und Vater Telemachos’ tritt aber auch in Kämpfen auf. Die Folgen des Wettstreites um Achilleus’ Waffen, den Odysseus gegen Aias gewinnt, kennt die Ilias zwar nicht, dennoch gibt es im 23. Buch einen Ringkampf zwischen beiden, der überraschenderweise unentschieden, mit Vorteilen für Odysseus ausgeht. Des Weiteren nehmen beide an der Gesandtschaft an Achilleus teil.
Patroklos
Patroklos ist nicht nur Achilleus’ Freund, sondern auch dessen Wagenlenker. Der Enkel des Aktor und Sohn des Menoitios kommt aus dem lokrischen Opus, wo er als Kind unbeabsichtigt einen Sohn des Amphidamas umgebracht hat. Aus Furcht vor einer Bestrafung ist er zu Peleus geflohen und wurde dort als Achilleus’ älterer Ziehbruder aufgenommen – spätere Autoren sahen in Patroklos einen Neffen, Onkel oder Vetter Achilleus’. Sein Vater Menoitios schickte ihn schließlich aus Phthia zu Agamemnon als Unterstützung.
Phoinix
Phoinix floh aus dem elterlichen Haus seines Vaters Amyntor und Großvaters Ormenos in Hellas zu Achilleus’ Vater Peleus in Phthia. Dort wurde er Erzieher Achilleus’ und Herrscher über die Doloper, in der Ilias ist er Achilleus’ Berater und Unteranführer der Myrmidonen.
Protesilaos
Protesilaos ist der erste Gefallene auf griechischer Seite.
Thersites
Thersites ist ein hässlicher, schmähsüchtiger und darum verhasster Streiter im griechischen Heer.

### Trojaner
Aineias

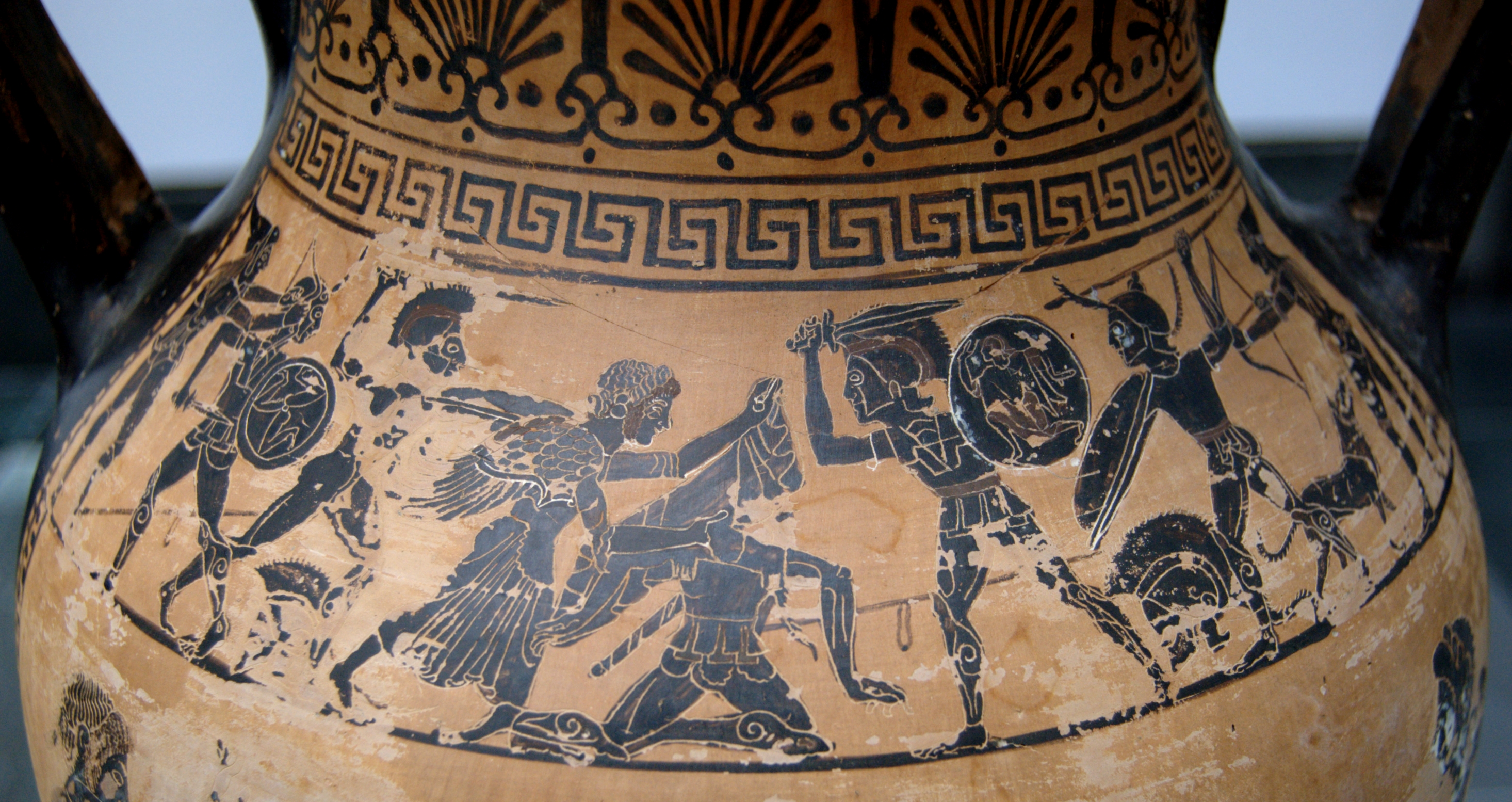
Auf diesem Bild wird der verwundete Aineias von Aphrodite aus der Schlacht entrückt. Das Bild zeigte eine etruskische, schwarzfigurige Amphore, die um 480 v. u. Z. produziert wurde und heute in der Antikensammlung des Martin von Wagner Museums in Würzburg ausgestellt ist.

Aeneas’ Auftritte in der Ilias haben keine Auswirkung auf das Handlungsgerüst, wobei er zweimal aus dem Geschehen durch die Götter gerettet wird. Deshalb wurde angenommen, dass die Figur des Aeneas nachträglich ergänzt wurde. Er ist der Ehemann der Priamos-Tochter Krëusa und führt mit zwei der Antenoriden, Archelochos und Akamas, das troische Kontingent der Dardaner an, dennoch bestehen zwischen dem König und Aineias Spannungen. Seine Eltern sind Aphrodite, die ihm auch in den Kämpfen zur Seite steht, und Anchises; aufgezogen wurde er von seinem Schwager Alkathoos.
Andromache

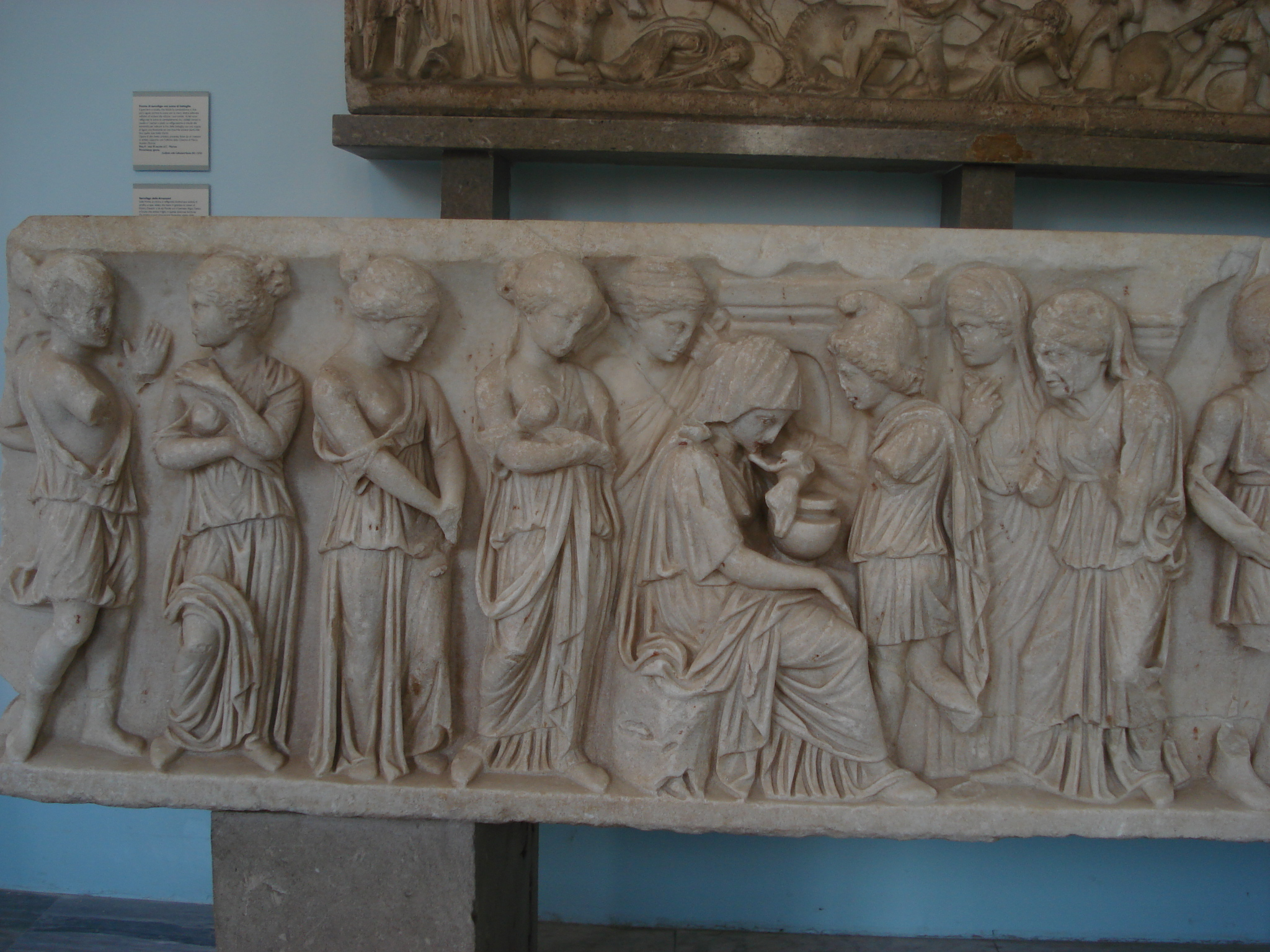
Dieses Bild zeigt die Totenklage um Hektors Leichnam. In der Mitte ist dessen Frau Andromache zu erkennen, die eine Urne des Leichnams in den Händen hält. Rechts neben ihr sind Hektors Bruder Paris und deren gemeinsame Mutter Hekabe zu identifizieren. Der Sarkophag, der diese Szene darstellt und zwischen 170 und 180 unserer Zeitrechnung entstanden ist, befindet sich im Archäologischen Regionalmuseum von Palermo.

Andromache hatte bei der Eroberung ihrer Heimatstadt, des troischen Thebens, durch Achilleus alle Angehörigen, darunter ihren Vater Eëtion verloren. Im gleichen Beutezug wurde auch Chyrseïs gefangen genommen. Mit Hektor hat sie Astyanax als Sohn, der vom Vater Skamandrios genannt wird.
Antenor
Antenor ist in der Ilias als greiser Ratgeber bekannt. Er nahm unter anderem die frühere Gesandtschaft um Odysseus und Menelaos in Ilios auf, die Helena zurückholen wollte, und vermittelt auch in der Ilias zwischen den beiden Kriegsparteien. Er ist der Vater von mehreren Kindern, die er mit der Kissestochter und Athenepriesterin Theano zeugte. Von diesen werden elf in der Ilias genannt, wobei sechs von ihnen im Verlauf des Epos sterben.
Deïphobos
Deiphobos ist Hektors Lieblingsbruder und damit auch Priamos’ Sohn. In seiner Gestalt täuscht Athene den Hektor, sodass dieser sich in einen für ihn tödlichen Zweikampf mit Achilleus wagt. Des Weiteren ist Deïphobos Unteranführer von troischen Kämpfern.
Dolon
Dolon ist der Sohn des Eumedes. Er wird als Kundschafter von Diomedes und Odysseus beim Weg ins Lager der Achaier angetroffen und in einen Hinterhalt gelockt. Dort werden Informationen aus ihm erpresst, und er wird schließlich getötet.
Glaukos
Glaukos ist Sohn des Hippolochos und Enkel des Bellerophontes, mit dem Diomedes’ Großvater freundschaftlich verbunden war. Zusammen mit seinem Vetter Sarpedon ist er Anführer der Lykier.
Hekabe
Hekabe ist die Tochter des Phrygers Dymos, sie hat mit ihrem Mann, dem König Priamos von Troja 19 Söhne. Nach Hektors Tod betont sie dessen Furchtlosigkeit, obwohl er gerade vor Achilleus geflohen ist.
Hektor
Hektor ist vermutlich der älteste Sohn Priamos’ und Hekabes. Er ist nicht nur Anführer der Troer, ihr stärkster Kämpfer und ein edler Verlierer, sondern auch Zimmermann. Seine Ansichten über den Erfolg der Verteidigung der Stadt schwanken in der Ilias stark.
Helenos
Helenos gehört zu den Söhnen des Priamos und ist ein Unteranführer troischer Kämpfer. Seine Hauptfunktion ist der des Achaiers Kalchas entsprechend: Er ist der beste Vogeldeuter und Seher seiner Kriegspartei.
Kassandra
Kassandra ist die hübscheste Tochter des Priamos. In der Ilias hat sie noch keine Sehergabe.
Pandaros
Pandaros, der Sohn des Lykaon ist Anführer der Kämpfer aus Zeleia und ein Bogenschütze. Athene verleitet ihn, Menelaos während eines Nichtangriffspaktes zu attackieren.
Paris
Paris ist als Sohn von Priamos und Hekabe unter anderem Hektors Bruder. Häufiger als Paris wird er in der Ilias Alexandros genannt  – elf gegen 42 Belege. Das sogenannte Parisurteil, das zum Ausbruch der Streitigkeiten führte, wird nur indirekt erwähnt.
Polydamas
Dieser Kämpfer und Ratgeber ist ein Sohn des Panthoos und Mitglied im Ältestenrat. Er wurde in derselben Nacht wie sein Gefährte Hektor geboren.
Priamos
Priamos, der greise Sohn des Laomedon und Nachfahre des Dardanos ist der König von Troja. Er ist laut der Ilias der Vater von zwölf Töchtern und 50 Söhnen, zu denen unter anderem Hektor, Paris, Deïphobos und Helenos gehören. Dennoch werden namentlich nur 22 Söhne und drei Töchter genannt, von denen elf Söhne im Verlauf der 51 Tage sterben; zwei waren schon vorher verstorben.
Rhesos
Rhesos, thrakischer König, bekannt für seine prachtvolle Rüstung und die Vortrefflichkeit seiner Pferde. Bei einem nächtlichen Überfall wird Rhesos im Schlaf von Diomedes erschlagen und seiner goldener Waffen beraubt, während Odysseus die Pferde stiehlt.
Sarpedon
Sarpedon, der beste Verbündete Ilios’ kommt aus Lykien und betreut mit seinem Vetter Glaukos die lykischen Kämpfer. Des Weiteren ist er der Sohn der Bellerophontestochter Laodameia und des Zeus, der ihn vor dem Tod durch Patroklos retten will, aber von Hera davon abgehalten wird. Das Motiv des sterbenden Sarpedon, sowie dessen Entrückung werden in der Kunst bis ins 19. Jahrhundert häufig dargestellt.

### Beteiligte
Briseïs

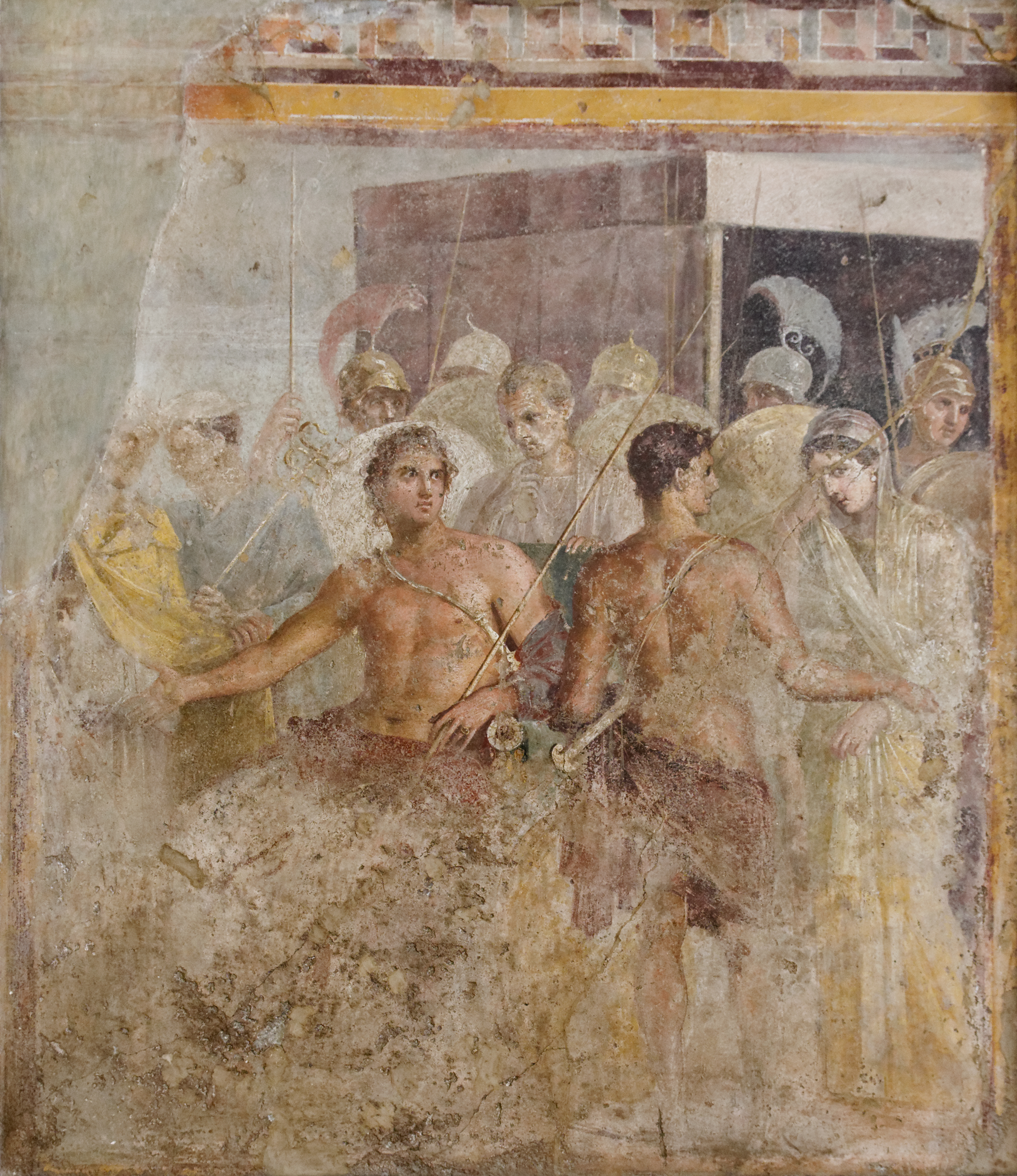
Achilleus und Briseïs, dazwischen Patroklos.
Fresko aus Pompeii, 1. Jh. n. Chr.

Briseïs wurde von Achilleus in Lyrnessos mit Chryseïs erbeutet. Bei der Eroberung von Lyrnessos wurden die drei Brüder der Briseis getötet, sie selbst wurde dem Achilleus als Sklavin und Konkubine zugesprochen. Der Heerführer Agamemnon nahm Achilleus die Briseïs weg, als er seine eigene Sklavin, Chryseïs, wegen eines Orakels und zur Abwendung weiterer Pfeile des Apollon ihrem Vater zurückgeben musste. Daraufhin zog Achilleus sich aus dem Kampf um Troja zurück (Zorn des Achilleus). Da dies eine entscheidende Schwächung der Griechen bedeutete, gab Agamemnon Briseis zurück, zusammen mit sieben weiteren Frauen und einem Eid, nicht mit ihr geschlafen zu haben.
Chryses und Chryseïs

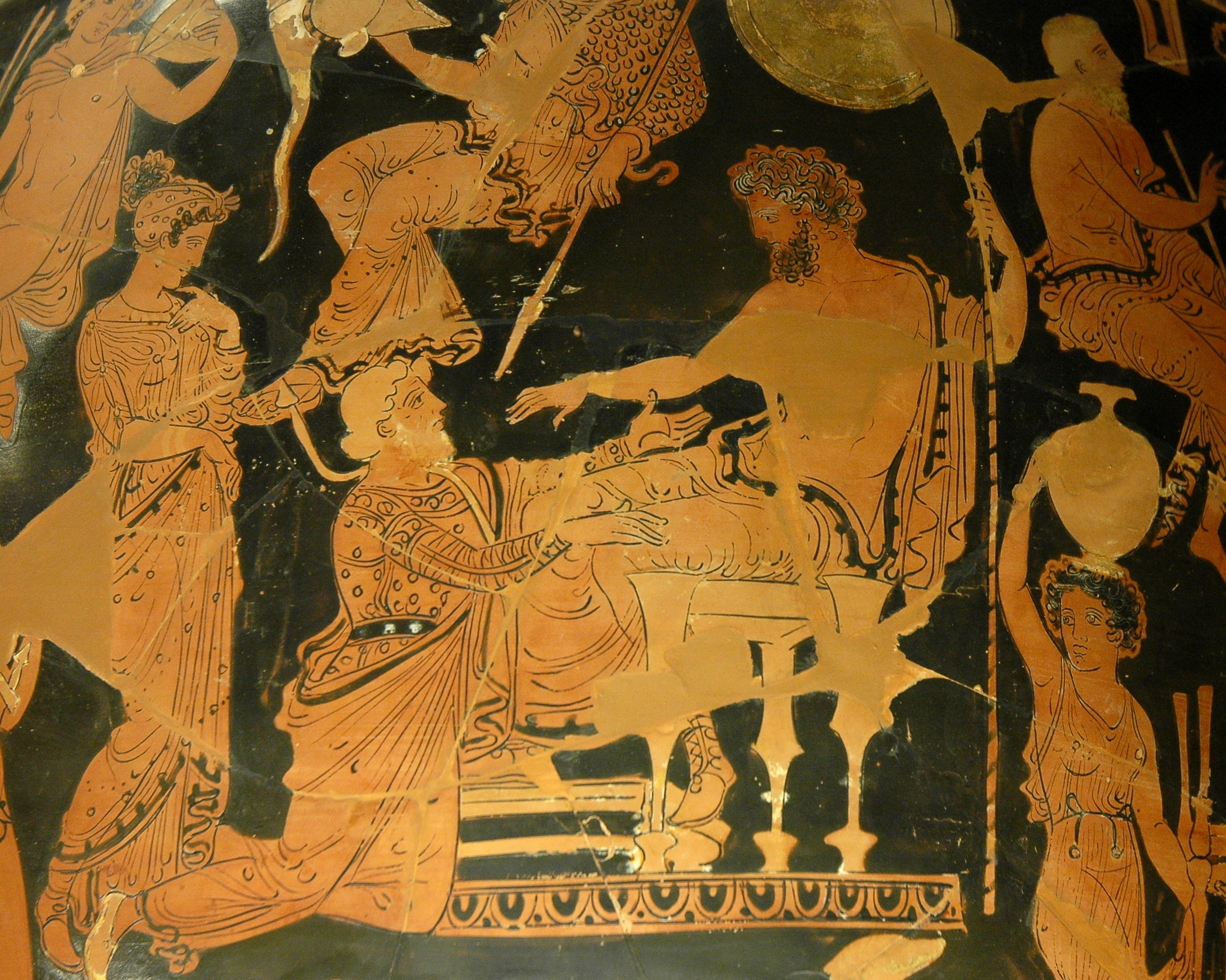
Chryses bittet Agamemnon, seine Tochter Chryseïs gegen Lösegeld freizugeben, was dieser verweigert. Apulischer rotfiguriger Volutenkrater, ca. 360 – 350 v. Chr., Louvre

Chryses und Chryseïs, beide aus Chryse, werden nur im ersten Buch der Ilias erwähnt, obwohl ihre Entehrung und die darauf folgenden Pest und Heeresversammlung eigentlich die Ursachen des Streits zwischen Agamemnon und Achilleus darstellen. Friedrich Eichhorn argumentiert, dass die Bittgesandtschaft von Priamos im 24. Buch der Ilias ebenso wie die des Chryses zunächst abgelehnt wird, und sieht darin eine Bezugnahme zwischen dem ersten und dem letzten Buch. Auffallend ist auch, dass Chryseïs von Agamemnon nicht in ihrer Heimat, sondern im troischen Theben erbeutet wird – ein Grund für den Aufenthalt wird zwar nicht angegeben – damit aber Chryses Lösegeld für seine Tochter anbieten und es Agamemnon verschmähen kann, muss die Stadt noch vermögend und für das spätere Opfer vorhanden sein. In der Griechischen Vasenmalerei wird die Chyrseïsepisode nur auf einem apulischen Krater, der zwischen 370 und 360 vor unserer Zeitrechnung erstellt wurde, dargestellt.
Helena
Vom Raub der Helena und dem Parisurteil wird nur im 24. Buch der Ilias berichtet. Sie ist eine Tochter des Zeus und Schwester von Kastor und Polydeukes. Dass auch bei ihr eine Schuld für den Trojanischen Krieg liegt, ist bekannt, durch ihre Schönheit wird diese aber geduldet – Priamos sieht die Schuld nicht bei ihr, sondern bei den Göttern. Der Ausgang des Zweikampfes zwischen Menelaos, mit dem sie eine Tochter zeugte, und Paris (mit wem sie nun liiert sein soll) interessiert sie ebenso wenig wie die Eroberung von Ilios. Dennoch bevorzugt sie einen starken Mann und tadelt daraufhin Paris. Schließlich ist sie die letzte, die eine Klage auf Hektors Leichnam hält, kurz danach endet die Ilias. Umstritten ist die Deutung von Homer Ilias 24,762–766, in der Helena erzählt, dass sie schon 20 Jahre in Ilios sei – die Belagerung der Stadt befindet sich aber im zehnten Jahr.
Herakles
Herakles wird in der Ilias einmal als Sohn des Amphitryon genannt, sonst als Sohn des Zeus und der thebanischen Alkmene – dies führte zur typischen Eifersucht durch Zeus’ Gattin Hera. Seine Dienste bei Eurystheus werden ebenso genannt. Herakles’ Sohn Tlepolemos preist seinen Vater, der einst gegen den troischen König Laomedon kämpfte und Ilios zerstörte und sich nicht davor scheut, auch Götter anzugreifen. Dieser kämpft wie auch Herakles’ Enkel Antiphos und Pheidippidos vor Ilios. Herakles ist zur Zeit der Ilias hingegen schon tot.

## Gottheiten
Aphrodite
Aphrodite ist in der Ilias die schöne Tochter von Zeus und Dione. Sie tritt in der Ilias nur als Göttin der Liebe auf, nicht als personifizierte Liebe. Ihrem Sohn Aineias wie auch Paris steht sie in der Schlacht bei. Zu ihrem Bruder, in der späteren Mythologie Halbbruder Ares hat sie ein gutes Verhältnis, ihr Ehemann ist Hephaistos. Zwar wird das Parisurteil im 24. Buch der Ilias erwähnt, dass Aphrodite aber letztendlich Paris Helena versprach, wird nicht erwähnt.
Apollon

Diese Bleistiftzeichnung zeigt den lyraspielenden Apollon auf dem Olymp. Sie wurde um 1897 von Stanisław Wyspiański hergestellt und befindet sich im Nationalmuseum Warschau.

Apollon, der Sohn des Zeus und der Leto und Bruder der Artemis kämpft auf Seiten der Troer, obwohl er von den Troern beim Bau deren Mauer betrogen wurde und kann so zum Beispiel Patroklos töten, Er ist möglicherweise mit dem Sonnengott Helios identisch, übt allerdings als „Paieon“ eine Tätigkeit als Gott der Heilung aus. Verehrt wurde er laut der Ilias in Chryse und deren Umgebung, Pergamon und Delphi, zu seinen Ehren tanzt man den Paian.
Ares
Obwohl Ares (in der Ilias auch Enyalios genannt) metonymisch der personifizierte Krieg ist, kann er dennoch als Person schmerzhaft verwundet werden oder gefesselt werden. Und obwohl zwei seiner Söhne auf griechischer Seite kämpfen, kämpft der Sohn der Hera und des Zeus auf troischer Seite, bewirkt aber bei seinem Vater Abscheu.
Artemis
Artemis repräsentiert die Funktionen einer Jägerin, Herrin der Tiere und Todesgöttin, besitzt aber auch heilende Fähigkeiten. Zeus’ Tochter kämpft ebenso mit ihrem Bruder Apollon und ihrer Mutter Leto auf troischer Seite.
Athene
Athene ist die Göttin der Weisheit, der Strategie und des Kampfes. Pallas Athene steht für intelligente Kriegstaktik und ist den Konkurrenten um Aphrodite und Ares weit überlegen. Aufgrund des Parisurteils verbündet sie sich mit Hera gegen Aphrodite und unterstützt dazu die Achaier beim Kampf gegen die Troer, in der sie ja eigentlich Stadtgöttin ist.
Demeter
Demeter tritt in der Ilias als Göttin der Fruchtbarkeit und des Getreides nicht in Aktion und wird nur einmal von Zeus als eine seiner Frauen erwähnt. Als Beiwort zu „Getreide“ symbolisiert sie das Nahrungsmittel „Brot“.
Dionysos
Dionysos, der Sohn der Semele, handelt nicht aktiv in der Ilias. Es wird von ihm nur erwähnt, dass er sich bei Thetis aus Furcht vor einem starken Lykurgos verstecken musste.
Eileithyia
Eileithyia ist in der Ilias die Tochter Heras und Göttin der Geburt, sie tritt vorwiegend in Vergleichen auf.
Enyo
Enyo ist Göttin des Krieges und ihrem Namensvetter Enyalios (= Ares) gleichberechtigt, sie wird mit Athene verglichen und Aphrodite gegenübergestellt.
Eos
Eos ist die schöne, rosenfingrige und ein safranfarbenes Kleid tragende Göttin der Morgenröte.
Erinnyen
Erinnyen sind Göttinnen der Unterwelt und bestrafen den Meineid. Sie unterbinden die Prophezeiung des Pferdes Xanthos, dass Achilleus bald sterben werde, und Hierarchiestreitigkeiten von Familien.
Hades
Hades, dem „unterirdischen Zeus“ werden die Psychai nach dem Tod gesandt. Er teilt sich mit seinen Brüdern Zeus und Poseidon den Einfluss über die Welt, die allerdings die Möglichkeit besäßen, sein Herrschaftsgebiet durch ihre Kräfte zu verwüsten.
Helios
Helios (Ἠέλιος) ist der Sonnengott. Ihm werden Opfer dargebracht. Auf Befehl der Hera fährt er seinen Wagen gegen seinen Willen vorzeitig zum Okeanos.
Hephaistos
Als Feuergott stellt Hephaistos, der Sohn von Hera und Zeus nicht nur metonymisch das Feuer dar, sondern ist neben seiner Funktion als Feuerhersteller, Schmied und Handwerker auch eine auf griechischer Seite agierende Person  – doch auch auf troischer Seite gibt es Priester des Hephaistos. Durch sein hinkendes, keuchendes Verhalten löst er bei den Göttern allerdings Gelächter aus, seine Eltern bestraften ihn allerdings auch schon. In der Ilias ist Charis seine Gattin, in der Odyssee wird durch Demodokos Aphrodite als diese allerdings bezeichnet.
Hera
Geboren als Tochter des Kronos wurde Hera als würdigste Göttin sowohl nach ihrem Geschlecht, als auch als älteste Schwester und Frau von Zeus, mit dem sie sich über den Verlauf des Trojanischen Krieges häufiger streitet, geehrt. Vermutlich aufgrund des Parisurteils verbündet sie sich mit Athene gegen die Troer (ihre griechischen Lieblingsstädte sind Argos, Sparta und Mykene) und bekämpft diese zwar auch aktiv, häufig aber auch passiv. Dazu lenkt sie durch ihre Schönheit sogar Zeus vom Krieg ab.
Hermes
Hermes, dessen Abstammung weder in Ilias noch Odyssee genannt wird, ist unter anderem Begleiter auf Priamos’ Weg zu Achilleus. Seine Funktion in der Odyssee als Götterbote wird in der Ilias von Iris übernommen. Er kämpft zwar auf griechischer Seite und zeugte mit einer Griechin einen starken Krieger, ist aber auch Troern gewogen.
Hypnos
Damit Poseidon die Archaier unterstützen kann, bittet Hera Hypnos, den Gott des Schlafs, um Unterstützung. Dieser soll den Zeus einschläfern, während sie diesen selbst mit einem erotisierenden Gürtel ablenkt. Als Gegenleistung erhält er die Charis Pasithea zur Frau. Im weiteren Verlauf erhält er zusammen mit seinem Zwillingsbruder Thanatos den Auftrag, Sarpedons Leichnam nach Lykien zu tragen.
Iapetos
Der Titan Iapetos haust so wie sein Bruder Kronos in der Unterwelt.
Iris
Neben der Tätigkeit als schnelle und golden geflügelte Götterbotin lenkt sie Aphrodites Gespann.
Kronos
Kronos, der Vater von Hades, Hera, Poseidon und Zeus, befindet sich zur Zeit der Iliasgeschichte umgeben von den Unterweltsgöttern im Tartaros, in den ihn Zeus verbannt hatte.
Leto
Leto, die besorgte Mutter von Artemis und Apollon, kämpft zusammen mit ihren Kindern auf troischer Seite und heilt dabei unter anderem Aineias.
Musen
Die Musen, Töchter des Zeus, wissen alles und übergeben ihre Informationen dem epischen Sänger. Dazu ruft dieser sie an, doch wenn dies einer nicht tut, wird er wie der Sänger Thamyris bestraft. Ebenso können sie bei den Göttern singen.
Okeanos
Der Meeresgott Okeanos gehört in der Ilias zusammen mit seiner Frau Tethys zu den ersten Gottheiten. Bei Hesiod und auch bei späteren Autoren ist dies nicht der Fall. Zwar kommen alle Flüsse, deren Vater er ist, zu Versammlungen auf dem Olymp, Okeanos selbst aber nicht.
Paieon
Unklar ist, ob der Heilgott Paieon, der in der Ilias Ares’ und Hades’ Verwundung lindert, identisch mit Apollon ist, da er dessen Paian singt und in der Ilias als Paieon vom Namen her identisch ist. Nachhomerisch ist Paieon ein Epitheton Apollons.
Persephoneia
Die nachhomerisch vorwiegend „Persephone“ genannte Unterweltsgöttin erscheint in der Ilias ausschließlich in der Langform „Persephoneia“. Sie erscheint in diesem Epos ausschließlich mit ihrem Mann Hades zusammen und wird erst in der Odyssee näher charakterisiert.
Poseidon
Poseidon, Bruder des Zeus, erhielt bei der Verteilung der Welt die Herrschaft über das Meer. Er hasst Troja, weil Laomedon, dem er mit Apollon Ilios’ Mauer baute, beide Götter um den Lohn ihrer Arbeit brachte, und hilft deshalb den Griechen. Mit seiner gewaltigen Kraft erschüttert der Gott des Meeres, der auch der Herr über die Pferde ist, die Erde, der deshalb mit mehreren Epitheta für Erderschütterer genannt wird. Poseidon wird laut der Ilias in Helike, Aigai und Pylos verehrt.
Skamandros/Xanthos
Der Sohn des Okeanos wird von den Göttern Xanthos, von den Sterblichen aber Skamandros genannt. Er wird in Ilios verehrt.
Thanatos
Thanatos, der Gott des Todes, bringt mit Hypnos, seinem Zwillingsbruder, den toten Sarpedon nach Lykien.
Thetis

Thetis tröstet ihren Sohn Achilleus. Die Bleistiftzeichnung wurde um 1897 von Stanisław Wyspiański hergestellt und befindet sich im Nationalmuseum Warschau.

Achilleus’ Mutter Thetis ist mit ihren Schwestern, den Nereïden, zwar eine niedere Meeresgöttin, wird aber von den Olympischen Göttern geehrt. Des Weiteren vermittelt sie die Anliegen zwischen Achilleus und Zeus. Sie kennt die unterschiedlichen Zukunftsmöglichkeiten ihres Sohnes und weissagt ihm diese.
Tethys
Tethys gilt zusammen mit ihrem Gemahl Okeanos als Ursprung der Götter, anders als bei Hesiod.
Zeus

Zeus gewährt Thetis Achilleus’ Wunsch, die Troer solange zu unterstützen, bis die Achaier ihn wieder ehren. Die um 1897 von Stanisław Wyspiański hergestellte Bleistiftzeichnung befindet sich in Privatbesitz.

Zeus unterstützt eher die Troer und stellt sich damit den nicht begründeten Plänen seiner Frau Hera in den Weg. Erst unter der Zusage, dass auch er einige Lieblingsstädte – Argos, Sparta und Mykene (welches zur Entstehung des Textes schon zerstört war) – von Hera zerstören darf, gibt er seiner Frau nach. Der Wetter- und Regengott tritt im Gegensatz zu den anderen Göttern nicht aufs Schlachtfeld. Er ist auch Eidgott, dem die Kriegsparteien vertrauen, beschließt allerdings einen Eidbruch durch die Troer. In der Forschung wird deshalb darüber gestritten, ob Zeus ein Wahrer des Rechts ist oder nicht. In der Ilias werden nur wenige Mythen erzählt – einer dieser ist der von der Abstammung des Zeus’: Zu seinen Schwestern zählt Hera, zu seinen Brüdern Poseidon und Hades, mit denen er die Herrschaft über die Welt teilt, sein Vater Kronos lebt in der Unterwelt. Er wurde zweimal in Aufstände verwickelt. Er ist mit großem Abstand der mächtigste Gott – so setzt er zum Beispiel die Könige in ihre Posten ein  –, wobei trotz kurzzeitiger Unterbindungen durch Thetis und Hera letztendlich sein Plan erfüllt wird. Er hat viele sterbliche (bspw. Helena, Herakles, Dardanos und Sarpedon) und unsterbliche Kinder (bspw. Aphrodite, Apollon, Ares, Artemis, Athene, Hephaistos, Hermes und Skamandros). In der Ilias wird berichtet, dass er kultisch in Dodona und auf dem Ida verehrt wird – sein heiliger Baum dabei ist die Buche  –, und Schutzgott der Herolde und Gäste ist.

## Kämpfe

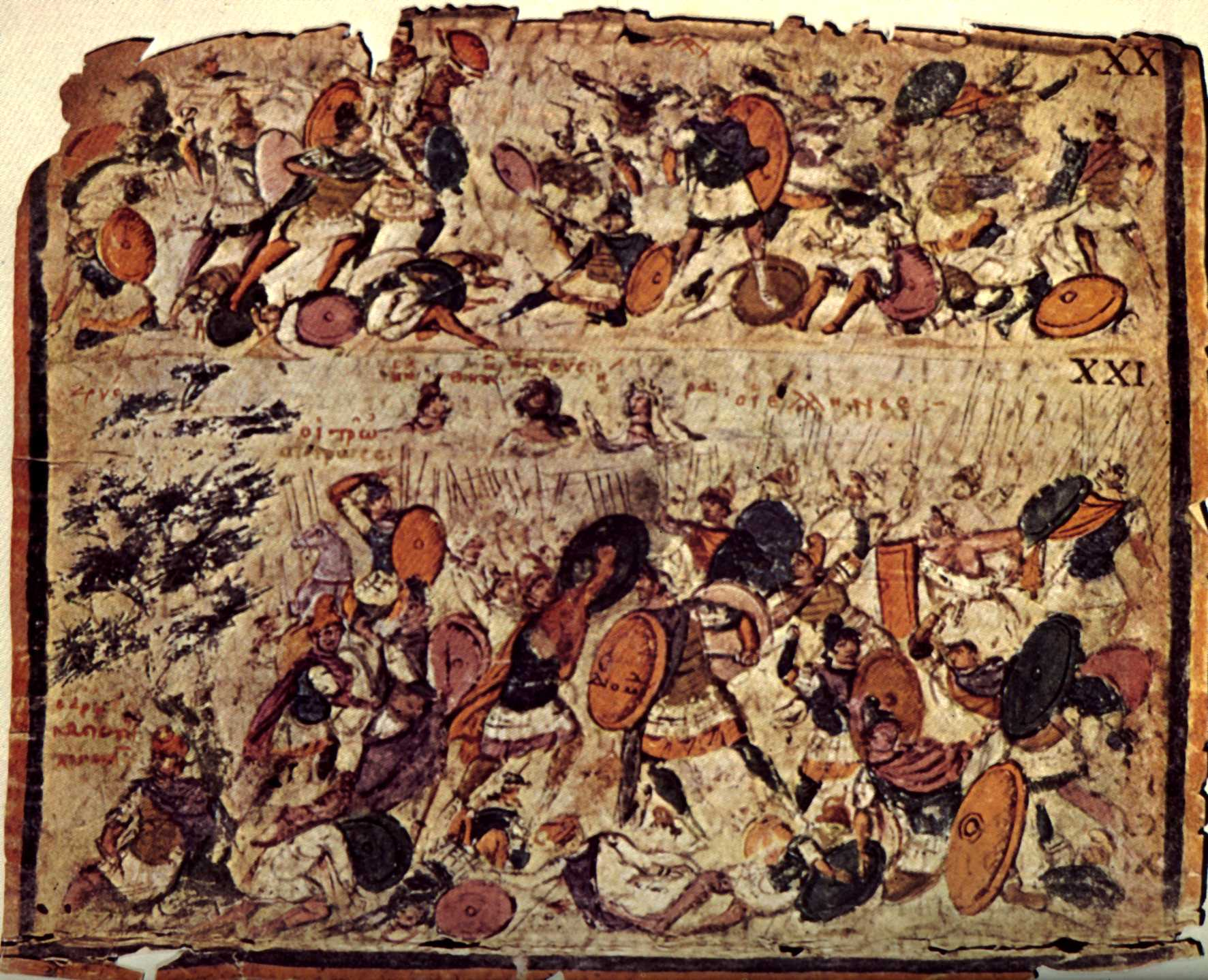
Dieses Doppelbild der Biblioteca Ambrosiana in Mailand zeigt eine typische Schlachtszene der Ilias des Kodex F. 205 Inf. Es ist zwischen 493 und 508 in Konstantinopel entstanden.

### Bewaffnung
Offensiv
Die Anzahl an Angriffswaffen in der Ilias ist groß, die Größe stark schwankend. Neben dem zum Teil zweischneidigen Schwert (ἄορ [áor], ξίφος [xípʰos] oder φάσγανον [pʰásganon]), das eher als Hieb-, denn als Stichwaffe (damit nur schwierig bei Kämpfen zu Pferd zu benutzen), zuweilen in einer Metallschiene, am Riemen oder an der Schulter genutzt wird, werden in den Schlachten häufig normale Speere (δόρυ [dóru], ἐγχείη [enkʰeíe] oder ἔγχος [énkʰos], λόγχη [lónkʰe] „Speerspitze“ oder ξυστόν [xustón] „Speerschaft“) verwendet. Diese können zum Teil aus Eschenholz bestehen, sind verpackt oder können einhändig getragen werden. Des Weiteren können sie personifiziert für einen Krieger stehen. Seltener werden Keulen (κορύνη [korúnē]) und Äxte (ἀξίνη [axínē]) verwendet. Der Dolch (μάχαιρα [mákʰaira]) wird nicht zum Kämpfen verwendet. Als Fernwaffen dient neben Wurfspeeren (ἀκόντιον [akóntion] oder ἄκων [ákōn]), Schleudern (σφενδόνη [spʰendónē]) und Steinen (λίθος [lítʰos], πέτρος [pétros] oder χερμάδιον [kʰermádion]) – der Wurf von Steinen führt bei Zweikämpfen, außer in Homer: Ilias 20,288, zur Entscheidung  – vor allem der Bogen (βιός [biós] oder τόξον [tóxon]).
Defensiv

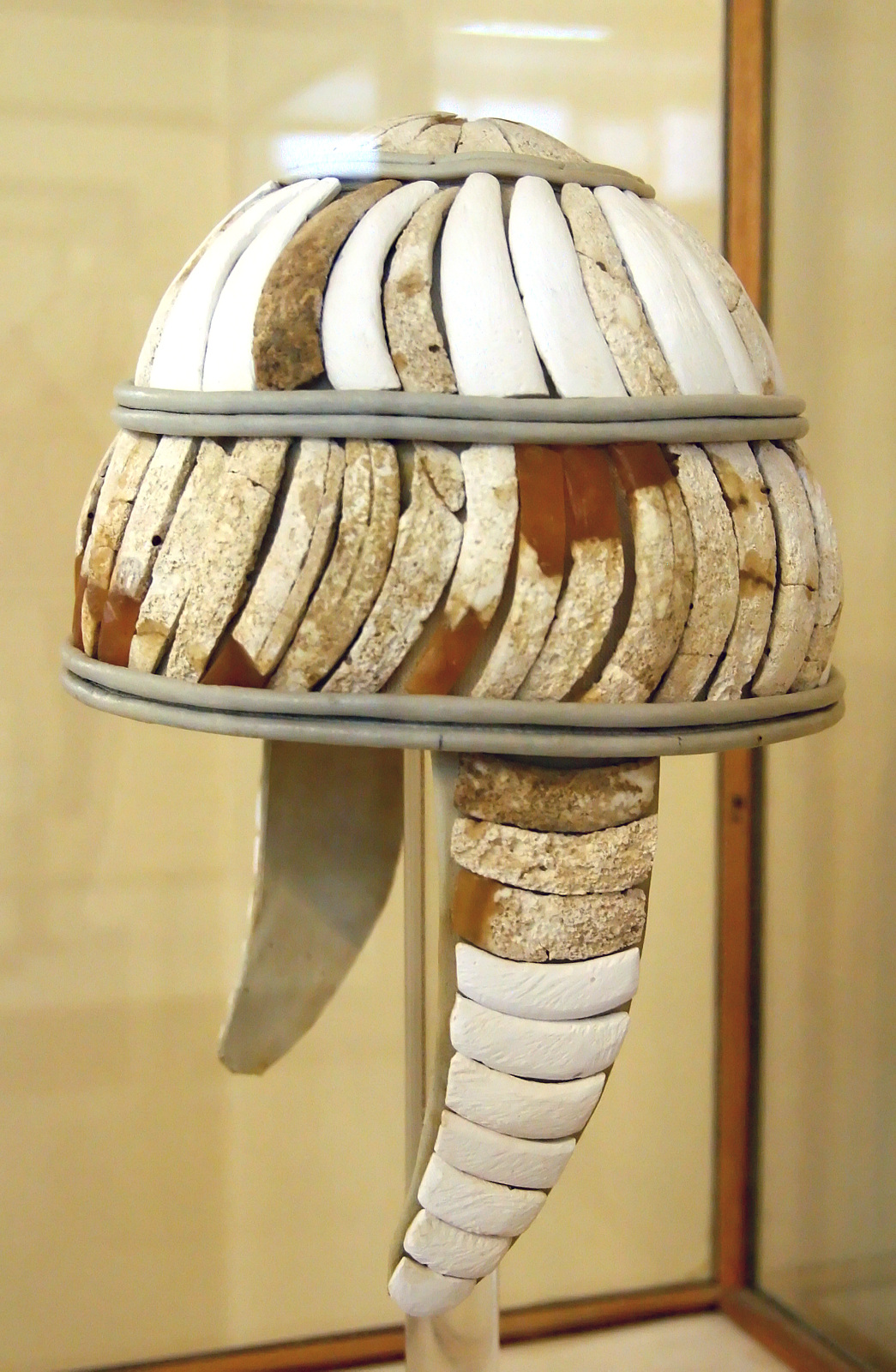
Eberzahnhelm aus dem Archäologischen Museum Iraklio

Fast der ganze Körper kann durch Verteidigungswaffen geschützt werden. Den Kopf kann ein Helm (κυνέη [kunéē], κόρυς [kórus], πήληξ [pēlēx] oder τρυφάλεια [trupʰáleia]) – zum Teil aus Leder oder Bronze – mit Helmbusch und -bügel, sowie Kinnriemen, Stirn-, Backen- oder Schläfenschutz bedecken. Für den Oberkörper werden Brust- oder Rückenpanzer (γύαλα [gúala], θώρηξ [tʰōrēx] oder χιτών [kʰitōn]) verwendet, für den Unterleib Beinschienen (κνημίς [knēmís]) und verschiedene Arten von Schilden: ἀσπίς [aspís], einen ovalen runden Schild, λαισήϊον [laisēïon], einen Lederschild, oder σάκος [sákos], einen eckigen, fast mannshohen Schild.
Streitwagen
Im Streitwagen befinden sich maximal ein Lenker und ein Kämpfer, der zur Ausführung seiner Tätigkeit von selbigem absteigt – dies ist schon für das 13. Jahrhundert vor unserer Zeitrechnung belegt. Der Wagen wird von normalerweise zwei Pferden gezogen. Die Gespanne von Nestor, Patroklos und Hektor haben drei beziehungsweise bei letzterem vier Pferde.

### Schilderung der Kämpfe
Die Art der Kampfschilderungen schwankt sehr stark: Vom ganz strengen Stil, bei dem nur Täter und Opfer genannt werden, über den strengen Stil, den biotischen, niederen und Scheinrealismus, in dem (absichtlich) grässliche Details präsentiert werden, bis zu phantastisch-unwahrscheinlichen, blutigen Beschreibungen. Die Krieger können dabei auch in Schlachtreihen (Phalanges) agieren. Auffallend ist, dass Verletzungen entweder leicht sind oder zum Tod führen.
Schwierig war es für den Autor, Achilleus’ Überlegenheit gegenüber den anderen griechischen Angriffen darzustellen, da die Darstellung der Stile sich auf die oben genannten begrenzt. Achilleus kämpft deshalb zunächst anscheinend allein gegen die Troer, dann mit zwei Flussgöttern, woraufhin sogar die Götter erneut untereinander zu kämpfen beginnen.

## Psychologie
Allgemein
In der Ilias, wie auch sonst im frühgriechischen Epos gibt es für unseren Begriff „Seele“ kein Pendant. Ähnliche Merkmale werden mit den Worten ἦτορ [ētor], θυμός [tʰumós], καρδίη [kardíē], κῆρ [kēr], νόος [nóos], μένος [ménos], πραπίδες [prapídes] und φρήν [pʰrēn] bezeichnet.
Psyche
Psyche bedeutet in der Ilias nicht das, was wir heute darunter verstehen, sondern „Leben(sbatterie)“ oder „Träger des Lebens“. Dieses Abstraktum verlässt beim Sterben der Person dessen Körper und existiert als einziger überlebender Teil in der Umwelt oder im Hades weiter. Sie behält dabei die Charakterzüge der vormals lebenden Person und kann erst nach einer Feuerbestattung des Körpers im Hades weiterleben. Sie ist somit nicht für Denken oder Handeln zuständig.
Thymos
Thymos ist, bei etwa 2000 Textbelegen mit Seelenwörtern, mit 878 Textstellen am häufigsten belegt, in späterer Zeit tritt er seltener auf. Dabei erfüllt er die Funktion einer „seelischen Energie“, die die Person zum Handeln befähigt und entweder temporär oder dauerhaft antreibt, und beim Sterben sich in der Welt zerstreut. Der Thymos stellt dabei aber nicht nur den Ort des Empfindens, Erkennens und Wollens dar – wobei er diese drei Regungen vereint –, sondern auch das „Ich“, zu dem der Held sprechen kann.
Noos
Wie der Thymos ist auch der Noos oder Nous ein Organ zum Empfinden, Erkennen und Wollen. Er ist jedoch nicht wie der Thymos auf zum Teil positive oder negative Aspekte ausgerichtet, sondern erkennt die Person oder den Gegenstand korrekt als Ganzes. Der Noos kann damit innerhalb des Körpers in Konkurrenz zum Thymos treten oder ihn kontrollieren. Damit stehen dem Menschen mehrere Möglichkeiten zur Beurteilung der Situation zur Verfügung, wie dies im neunten Buch der Ilias treffend von Achilleus bezeugt wird, der nicht auf den Noos hören will, sondern dem Thymos, und damit hier seinem Zorn folgt.
Phren
Der Phren geht auf geistige Inhalte und Vorstellungen ein, er bestimmt die Handlung und Gesinnung des Menschen auf vernünftige Weise.